# Cima Durand
La cima Durand (2.092 m s.l.m.) è una montagna delle Alpi Liguri nella sottosezione delle Alpi del Marguareis.

## Caratteristiche

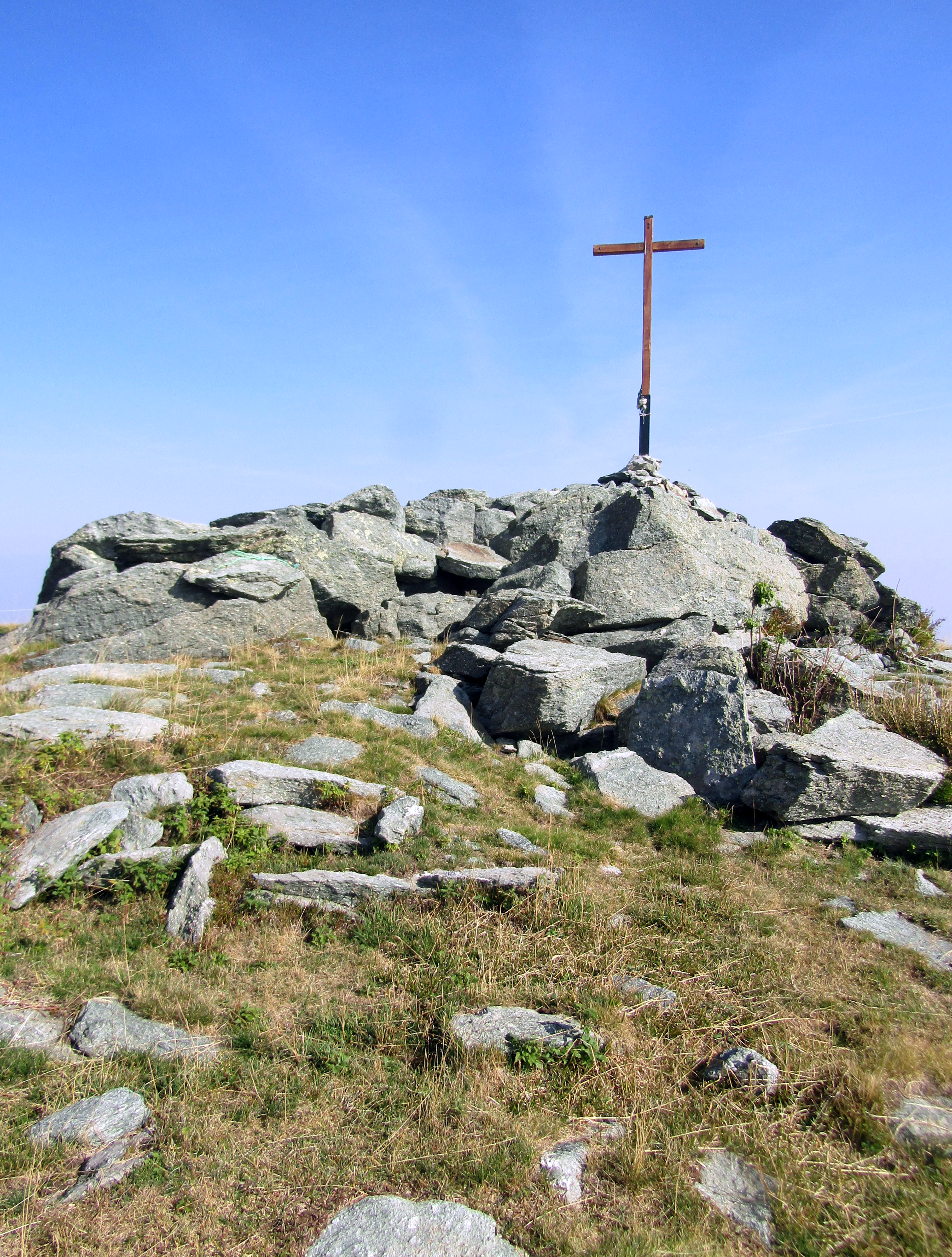
Croce di vetta

La montagna è collocata sullo spartiacque che separa la valle Ellero (vallone del rio Curassa) dalla Val Maudagna (conca di Artesina), e ha la conformazione di una enorme cupola dalle pendici non particolarmente ripide. La sua prominenza topografica è di 141 m. Sulla parte alta sono presenti due sommità, separate da una modesta insellatura. La Colla Bauzano, a quota 1.951 m, la divide a est dal Mondolè, mentre verso nord il crinale Ellero/Maudagna perde rapidamente quota con la Sella di Turra (1.755 m). Il punto culminante della cima Durand è segnalato da una croce di vetta.

## Geologia
Da un punto di vista geologico la cima Durand è caratterizzata da rocce calcaree risalenti al periodo permiano
Sulle pendici della montagna è presente una cavità naturale oggi chiamata grotta dei partigiani perché durante la Resistenza venne utilizzata come rifugio dai partigiani della zona.

## Sci da discesa

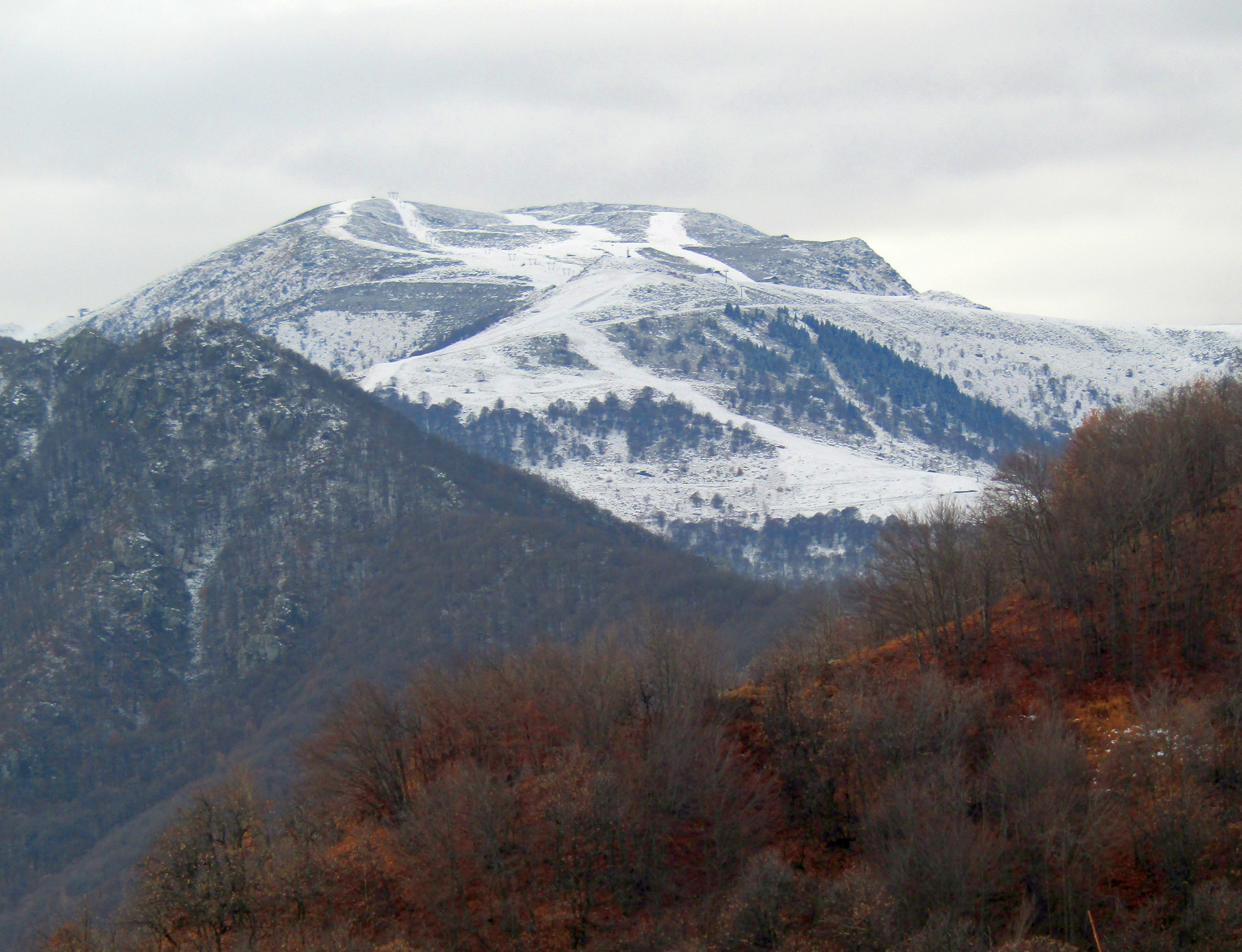
Vista da nord a fine autunno

Sui pendii della Cima Durand che guardano verso la Val Maudagna sono presenti parecchi km di pista da sci alpino, con i relativi impianti di risalita. Le piste, che fanno parte del comprensorio sciistico Mondolé Ski, arrivano quasi a toccare il punto culminante della montagna, e la loro quota varia da 1951 a 2065 m s.l.m..

## Salita alla vetta

### Accesso estivo
La cima della montagna è facilmente accessibile a piedi dalla Colla Bauzano, che a sua volta è raggiunta da una pista sterrata.

### Accesso invernale
La Cima Durand viene raggiunta durante l'inverno da itinerari scialpinistici o con le ciaspole, tra i quali alcuni piuttosto facili, come quello con partenza da Artesina. Si tratta in genere di gite da effettuarsi quando gli impianti di risalita sono chiusi.